# Symphonie no 2 de Madetoja
Pour les articles homonymes, voir Symphonie nº 2.
La Symphonie no 2 en mi♭ majeur op. 35 a été écrite par le compositeur finlandais Leevi Madetoja en 1916-1918, immédiatement après le succès de sa première symphonie (1916). Composée pendant la guerre civile finlandaise, la Seconde symphonie se présente comme « le document musical le plus significatif » du conflit et trouve son compositeur, « profondément marqué par cette expérience », réfléchissant sur la tragédie nationale et la perte de personnes proches (son frère, Yjrö et son ami, Toivo Kuula, qui ont tous deux péri pendant les hostilités). En conséquence, la Seconde symphonie de Madetoja est le plus long et le plus dramatique de ses trois essais dans cette forme et, peut-être pour cette raison, est la plus populaire de l'ensemble.
Robert Kajanus et l'Orchestre philharmonique d'Helsinki ont créé l'œuvre à Helsinki, en Finlande, le 17 décembre 1918. Les critiques avaient reçu la première symphonie avec enthousiasme et, par conséquent, la nouvelle composition plaça Madetoja dans l'avant-garde de la musique finlandaise. En 1934, Madetoja a dédié (rétroactivement) la symphonie à sa défunte mère.

## Historique
Au début de l'année 1918, la Première Guerre mondiale a déclenché la guerre civile (27 janvier - 15 mai 1918) entre la Russie tsariste et le Grand-duché de Finlande, qui recherchait son indépendance. Madetoja était encore au travail sur sa nouvelle symphonie - une composition dans laquelle il avait décidé de contempler le destin de la Finlande à la suite de la guerre mondiale et d'une révolution en Russie - lorsque la guerre civile finlandaise a provoqué une tragédie personnelle. Le 9 avril, les gardes rouges ont capturé Yrjö Madetoja, le seul frère survivant de Leevi, à Viipuri, où il a été exécuté avec d'autres officiers. Leevi a dû transmettre la nouvelle à sa famille:

« J'ai reçu hier un télégramme de Viipuri qui m'a fait froid dans le sang: «Yjrö est tombé le 13 avril», annonce ce message dans toute son effroyable brièveté. Cette nouvelle imprévue et choquante nous remplit d'un chagrin inexprimable. La mort, ce compagnon cruel de la guerre et des persécutions, ne nous a donc pas épargnés non plus. Elle est venue nous rendre visite, pour arracher l'un des nôtres comme victime. Oh ! quand verrons-nous le jour où les forces de la haine disparaîtront de ce monde et où les bons esprits de la paix pourront revenir guérir les blessures infligées par la souffrance et la misère? »

— Leevi Madetoja,  dans une lettre du 5 mai 1916 à sa mère, Anna.
Un mois plus tard, lors des célébrations du 1er mai, Kuula a eu une altercation avec un groupe d'officiers de l'Armée blanche et, dans le feu de l'action, a été tué par balle le 18 mai [2]. Ces deux pertes ont profondément bouleversé Madetoja et ont probablement trouvé une expression dans la symphonie. L'épilogue que Madetoja a composé pour l'œuvre, est un cri de douleur et de résignation: « J'ai combattu pour gagner ma bataille et maintenant je me retire ».
La première représentation de la Deuxième Symphonie qui a eu lieu le 17 décembre 1918 sous la baguette de Kajanus, fut extraordinairement bien accueillie. Dans Uusi Suometar, Katila, par exemple, a déclaré que la dernière œuvre de Madetoja était « La plus remarquable réalisation de notre musique depuis la série monumentale de Sibelius » (à l'époque, Sibelius avait écrit cinq symphonies, bien que la Cinquième Symphonie n'ait pas encore atteint sa forme définitive, ce qui n'est arrivé qu'en 1919.). La Deuxième Symphonie reste la plus populaire des symphonies de Madetoja. La création de la Deuxième Symphonie de Madetoja impressionna aussi Sibelius, qui fut de nouveau présent. À cette époque, Madetoja composa une pièce pour piano seul à la mémoire de son frère, intitulée Improvisation en mémoire de mon frère Yrjö et publiée dans le magazine Lumikukkia en 1918. En 1919, Madetoja a transformé la pièce en une suite en trois mouvements, The Garden of Death, op. 41. La suite, qui partage des motifs mélodiques avec la Deuxième Symphonie, ne mentionne pas Yjrö par son nom.

## Structure
La symphonie est composée de quatre mouvements. Les mouvements I et II sont enchaînés, ainsi que les mouvements III et IV :
1. Allegro moderato
2. Andante
3. Allegro non troppo
4. Épilogue: Andantino

Durée : environ 42 minutes

## Discographie
Jusqu'ici, la Seconde Symphonie de Madetoja n'a été enregistrée que par des orchestres nordiques, généralement comme faisant partie intégrante d'un plus grand projet d'enregistrement des principales œuvres orchestrales de Madetoja, comme celles de Petri Sakari et l'Orchestre symphonique d'Islande (1991-92), Arvo Volmer et l'Orchestre symphonique d'Oulu (1998-2006), et John Storgårds et l'Orchestre philharmonique d'Helsinki (2012-13).
| Chef d'orchestre | Orchestre                           | Année | Durée | Label                         |
| ---------------- | ----------------------------------- | ----- | ----- | ----------------------------- |
| Paavo Rautio     | Orchestre philharmonique de Tampere | 1981  | 42:30 | Finlandia (FACD 011)          |
| Petri Sakari     | Orchestre symphonique d'Islande     | 1992  | 43:26 | Chandos (CHAN 9115)           |
| Arvo Volmer      | Orchestre symphonique d'Oulu        | 1999  | 40:44 | Alba Records (fi) (ABCD 1324) |
| John Storgårds   | Orchestre philharmonique d'Helsinki | 2012  | 41:33 | Ondine (ODE 1212-2)           |